# Футволей
Футволей (на португалски: Futevôlei) е спорт, който комбинира елементи на плажен волейбол и плажен футбол.
Създаден е в Бразилия от Октавио де Мораес през 1965 г. на плажа Копакабана в Рио де Жанейро като средство за футболисти да могат да играят с топката, без да нарушават официалната забрана за футбол на плажа по онова време. Играчите донасят футболна топка, но се пренасят на волейболното игрище, когато полицията идва да иска топката. Футволеят започна в Рио де Жанейро, но градове като Ресифе, Салвадор, Бразилия, Гояния, Сантос и Флорианополис имат играчи, които се занимават с този спорт от 1970 г. насам.
През последните години професионални футболисти взимат участие в промоционални събития и мачове на знаменитостите. Някои забележителни бразилски футболисти, които са играли: Ромарио, Едмундо, Роналдо, Роналдиньо Гаучо и Едино.